# Íscar
Íscar ist eine nordspanische Kleinstadt und eine Gemeinde (municipio) mit 6.396 Einwohnern (Stand: 2024) in der Provinz Valladolid in der autonomen Region Kastilien-León.

## Geografie
Liegt im äußersten Südosten der Provinz Valladolid, an der Grenze zu Segovia, auf halbem Weg zwischen Olmedo und Cuéllar. Dieses Gemeindegebiet, typisch für die Tierra de Pinares, ist eine Pinienwald-Ebene, die von den Flüssen Cega, Pirón und Eresma durchzogen wird.

## Geschichte
Es ist schwierig, ein genaues Datum der historischen Besiedlung zu nennen, aber die archäologischen Funde in der Umgebung platzieren die ersten Siedler um 1800 vor Christus.
Auch die römische Herrschaft auf der Iberischen Halbinsel hinterließ ihre Spuren: Íscar muss das antike Ipsca oder Contributa Ipcense gewesen sein, das in den römischen Reiserouten als Militärlager oder Rückzugsort für ihre Milizen auftauchte.
Die erste schriftliche Erwähnung von Íscar stammt aus dem Jahr 939, als die muslimischen Chroniken den Weg beschreiben, den die Truppen von Abd ar-Rahman III. nahmen, um die ersten christlichen Siedlungen südlich des Duero zu zerstören.

## Bevölkerungsentwicklung
| 768 | 1 801 | 2 825 | 3 915 | 5 303 | 6 309 | 6 754 |